# Christian Enzmann
Christian Enzmann (* 20. Juli 1951 in Leipzig) ist ein deutscher Architekt.
Enzmann studierte nach dem Wehrdienst bei der NVA von 1971 bis 1975 Architektur an der Hochschule für Architektur und Bauwesen in Weimar. Danach war er bis 1984 wissenschaftlicher Mitarbeiter am Institut für Städtebau und Architektur der Deutschen Bauakademie. 
1980 reicht er gemeinsam mit Bernd Ettel einen Entwurf für die Gestaltung der Friedrichstraße in Ost-Berlin ein, der einen zweiten Platz gewann. Wenige Jahre später wandelte sich die offizielle Rezeption der beiden Architekten durch die Beteiligung an mehreren Architekturwettbewerben mit Inszenierungen, die die DDR als Überwachungsstaat beschrieben. Zum Beispiel reichten Enzmann und Ettel 1984 einen Entwurf für die Neugestaltung des Ost-Berliner Bersarinplatzes ein, der eine zentrale Bühne für eine Inszenierung des Ikarusfluges vorsah. Freiwillige sollten sich Ikarusflügel anschnallen und von einem Turm den „Flug in die Freiheit“ wagen. Vor Erreichen des Ziels träfe die Flieger die „staatliche Gewalt, symbolisiert durch die Laserkanonen“. während die  auf sie schießen würden. Enzmann und Ettel wurden nach Einreichen des Bersarinplatz-„Entwurfs“ verhaftet und 1985 wegen „Öffentlicher Herabwürdigung“ der DDR zu zwei bzw. drei Jahren Haft verurteilt.
Nach der Haftentlassung 1986 war Enzmann arbeitslos. Er konnte Ende 1988 in die Bundesrepublik Deutschland ausreisen. Seit 1991 betreibt er mit Bernd Ettel ein Planungsbüro in Berlin-Kreuzberg.